# Col des Croix
Le col des Croix est un col du massif des Vosges situé à 679 m. Il sépare non seulement le Grand Est de la Bourgogne-Franche-Comté, mais aussi le bassin de la mer du Nord de celui de la mer Méditerranée.

## Accès

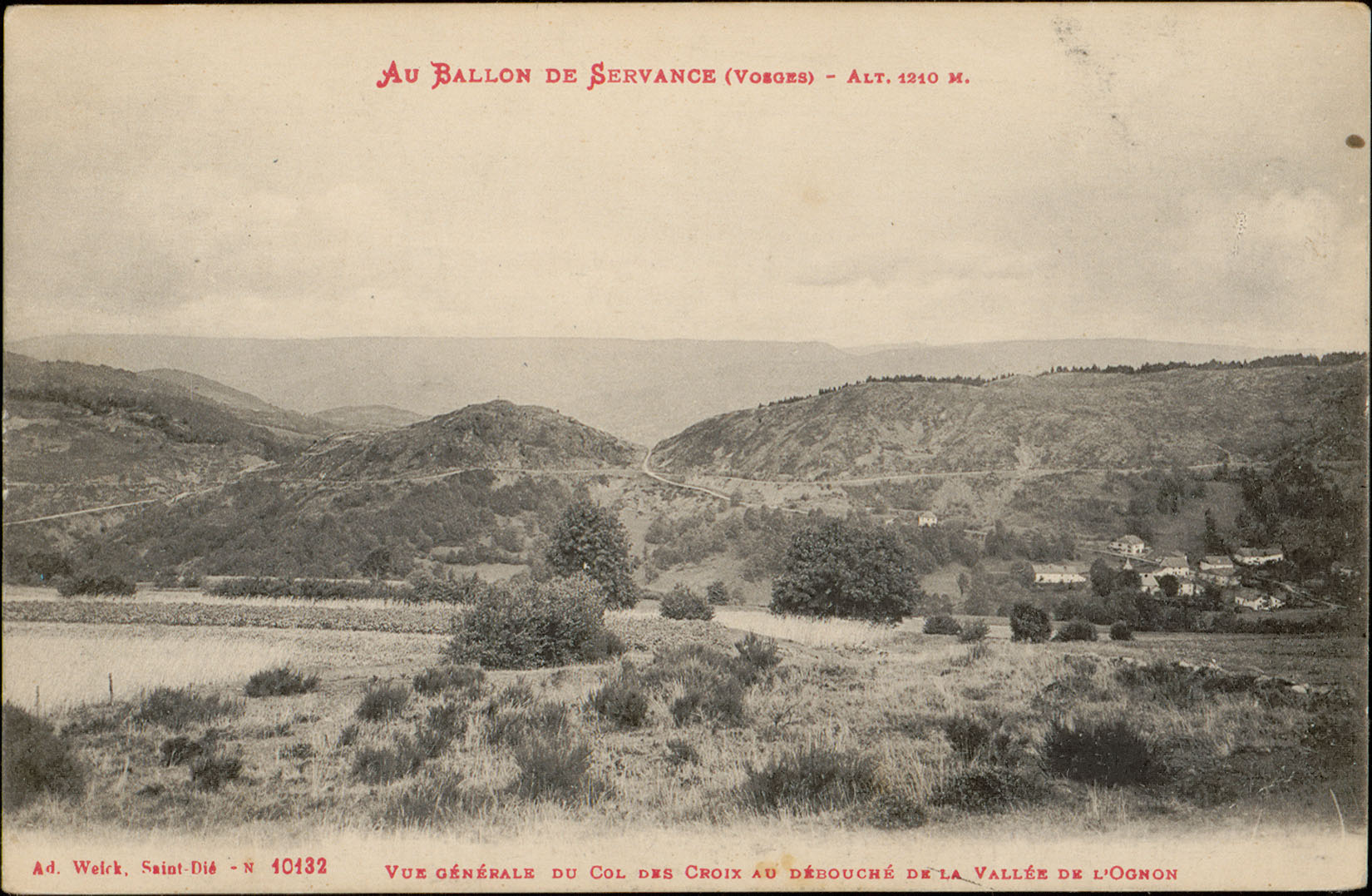
Vue générale du col des Croix au débouché de la vallée de l'Ognon.

Le col est emprunté par une ancienne route nationale, aujourd'hui départementale 486, qui y croise la Route des Forts, une route de crête reliant Girmont-Val-d'Ajol au ballon de Servance.

## Géographie
Situé en limite des communes du Thillot (Vosges) et du Haut-du-Them-Château-Lambert (Haute-Saône), c'est le point de passage le plus naturel pour franchir le sud des Vosges, d'autant plus qu'il s'aligne avec le col du Ménil vers Cornimont au nord et la vallée de l'Ognon au sud.

## Histoire

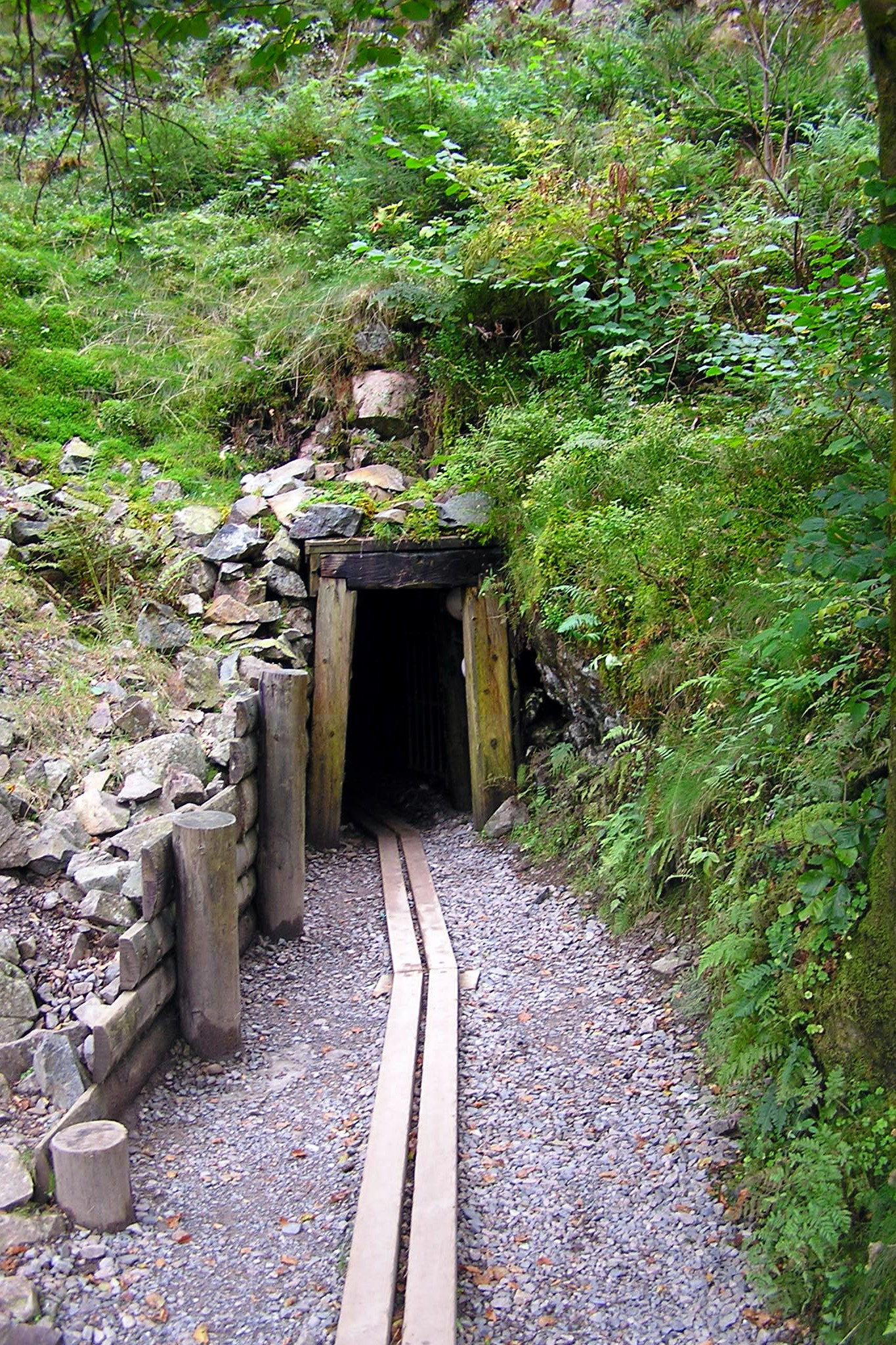
Entrée d'une ancienne mine de cuivre.

Il était jadis dénommé pertuis de l'Étraye du nom porté par Le Thillot avant la création de cette commune.
À plus d'un kilomètre à l'est par le sentier de randonnée se trouvent les anciennes mines de cuivre du duc de Lorraine creusées dans le granite entre 1560 et 1761. Les sites des Hautes-Mynes du Thillot et des mines Saint-Thomas, proches et sur le versant vosgien, font l'objet de visites organisées.
Le col est en contrebas du fort de Château-Lambert, construit entre 1875 et 1877 et constituant du système Séré de Rivières.
Par un tunnel de 1 087 m de long creusé sous le col, une ligne à écartement métrique exploitée par la compagnie des chemins de fer vicinaux de la Haute-Saône a relié la vallée de l'Ognon à celle de la Moselle. La ligne de Lure au Haut-du-Them a ainsi été prolongée fin 1912 jusqu'au Thillot avant sa fermeture le 1er mars 1938. Le tunnel est fermé car il sert au captage de sources d'eau potable.

## Activités

### Cyclisme

#### Tour de France
| Année | Étape | Catégorie | Leader au sommet  |
| ----- | ----- | --------- | ----------------- |
| 2022  | 7     | 3         | Simon Geschke     |
| 2019  | 6     | 3         | Thomas De Gendt   |
| 2014  | 10    | 3         | Joaquim Rodríguez |

### Randonnée
Le sentier de grande randonnée 7, reliant le ballon d'Alsace à Andorre, passe au col.